# Rivne
Rivne (en ukrainien : Рівне ; en polonais : Równe) est une ville du nord-ouest de l'Ukraine et la capitale administrative de l'oblast de Rivne et de la Communauté urbaine de Rivne (uk). Sa population s'élevait à 243 873 habitants en 2022.

## Géographie
Rivne est arrosée par la rivière Oustia et se trouve à 259 km — 298 km par la route — à l'ouest de Kiev.
La ville est un ancien nœud ferroviaire important.

## Histoire
Au XIVe siècle, la ville fit partie du grand-duché de Lituanie, puis de la république des Deux Nations à partir de 1569, avant d'intégrer l'Empire russe en 1793.

### Première Guerre mondiale
Pendant la Première Guerre mondiale, Rivne s'est successivement retrouvée sous contrôle allemand, bolchevik en 1919, puis polonais en 1920. À la fin du conflit, en accord avec les clauses de la paix de Riga de 1921, la ville est revenue à la Pologne pendant l'entre-deux-guerres. À la veille de la Seconde Guerre mondiale, la population était juive pour moitié, mais aussi ethniquement ukrainienne, polonaise ou russe.

### Seconde Guerre mondiale
Pendant la Seconde Guerre mondiale, à la suite de la signature du Pacte germano-soviétique le 23 août 1939, la ville est occupée par l'Armée rouge puis annexée par l'Union soviétique le 17 septembre 1939. Le 4 décembre 1939, Rivne devint la capitale administrative de l'oblast de Rivne, une subdivision de la RSS d'Ukraine.
Lorsque l'Allemagne nazie envahit l'Union soviétique en juin 1941, la ville tombe entre les mains de la Wehrmacht le 28 juin 1941. Le ghetto juif de Rivne est créé dans la foulée. En l'espace de deux jours, entre le 6 et le 8 novembre 1941, 23 000 Juifs de tous âges et toutes conditions furent fusillés dans la forêt de Sossenki, à proximité de la ville. Les 5 000 survivants furent massacrés le 13 juillet 1942 lors de la liquidation du ghetto. Cet événement est relaté dans le film israélien Une histoire d'amour et de ténèbres (2015) réalisé par Natalie Portman.

### Année 2022
Le 14 mars 2022, la tour de télévision de Rivne (en) a subi une attaque massive de missiles par les troupes russes. La tour a été endommagée et une salle administrative détruite. À la suite de l'attaque, au moins dix-neuf personnes ont été tuées et neuf blessées.

## Urbanisme
Les lieux intéressants de Rivne sont le centre de la ville, qui offre deux rues principales : vul. Soborna et vul. Kiivska.
Sur la place de l'Indépendance se trouve Kinopalats, le cinéma de Rivne. C'est un bâtiment ancien mais rénové il y a quelques années. Sur cette place se retrouvent beaucoup de jeunes, c'est donc l'endroit le plus animé de la ville.

## Culture
- L'église de la Sainte Dormition de Rivne,
- La cathédrale orthodoxe de Rivne,
- Le musée régional des traditions locales de Rivne,
- L'orangerie Kniazivska (uk),
- La statue de Taras Chevtchenko (1814-1861) à Rivne, peintre et poète de l'Empire russe et de langue ukrainienne.

## Personnalités
- Anna Walentynowicz (1929-2010), syndicaliste polonaise
- Yaroslav Evdokimov (né en 1946 à Rivne), chanteur ukrainien
- Zuzanna Ginczanka (1917-1945), poétesse polonaise, y a passé son enfance.

## Galerie

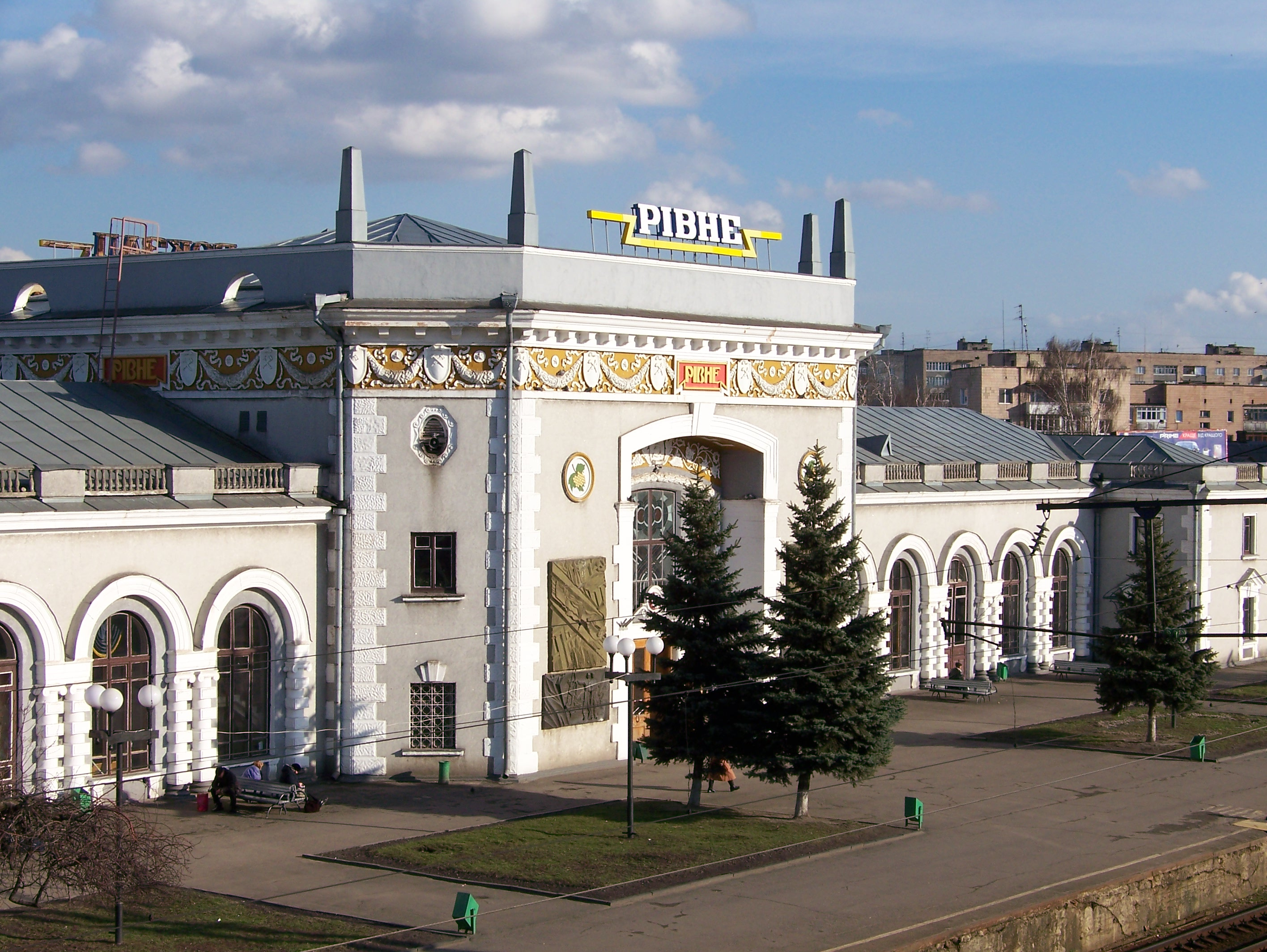
La gare de Zaliznichny à Rivne.
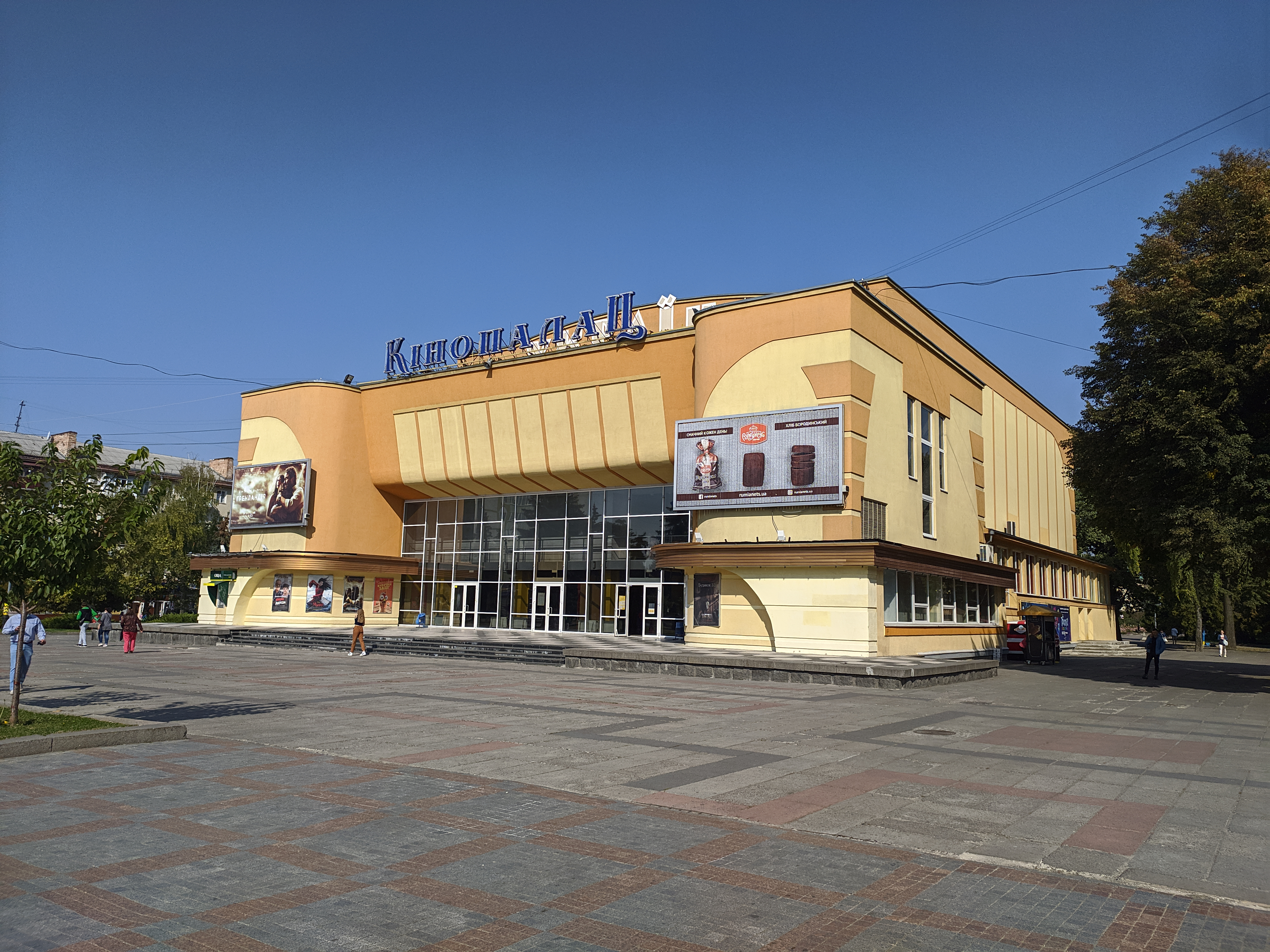
Le cinema Ukraina.

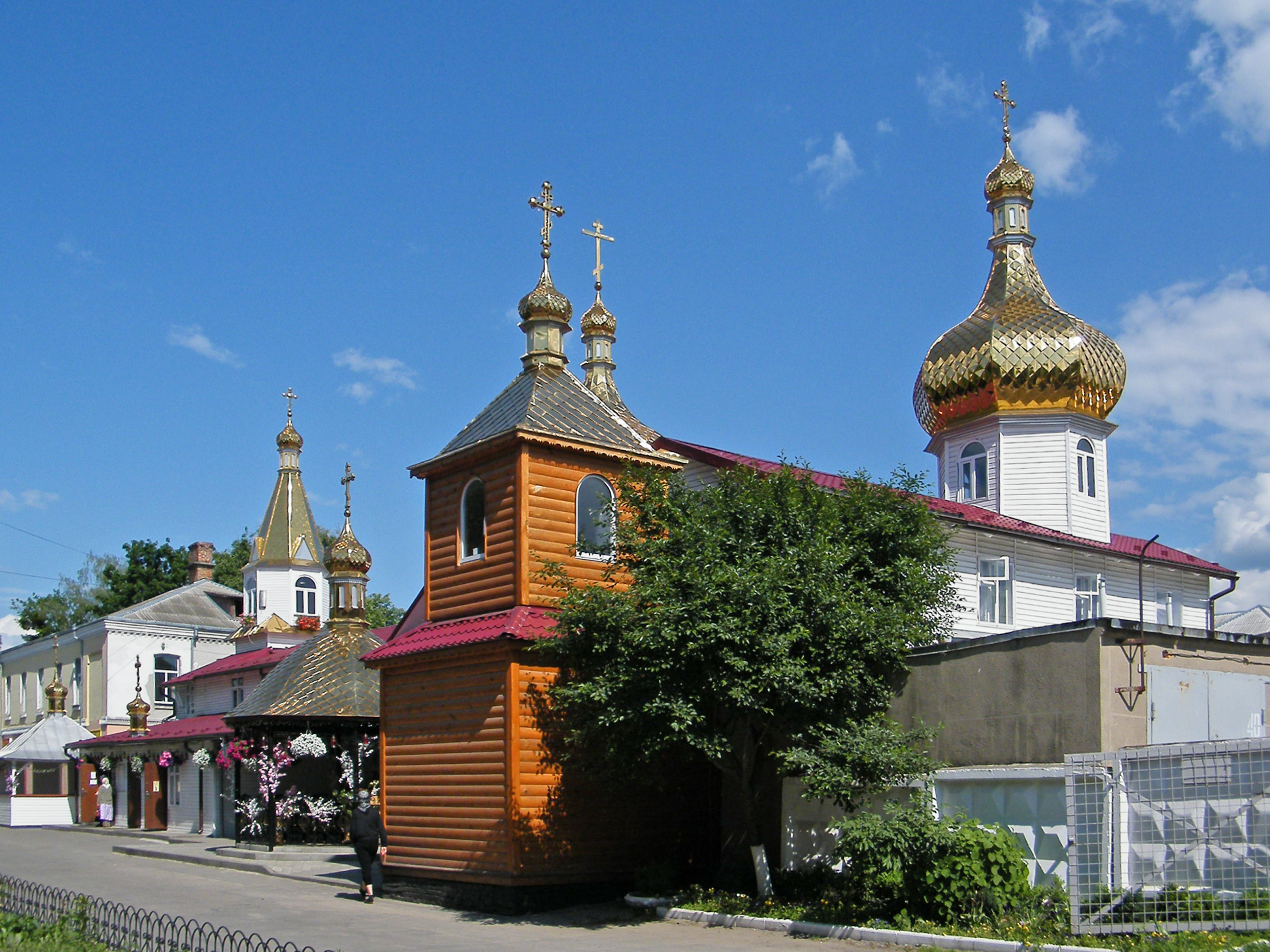
Le couvent Saint-Nicolas
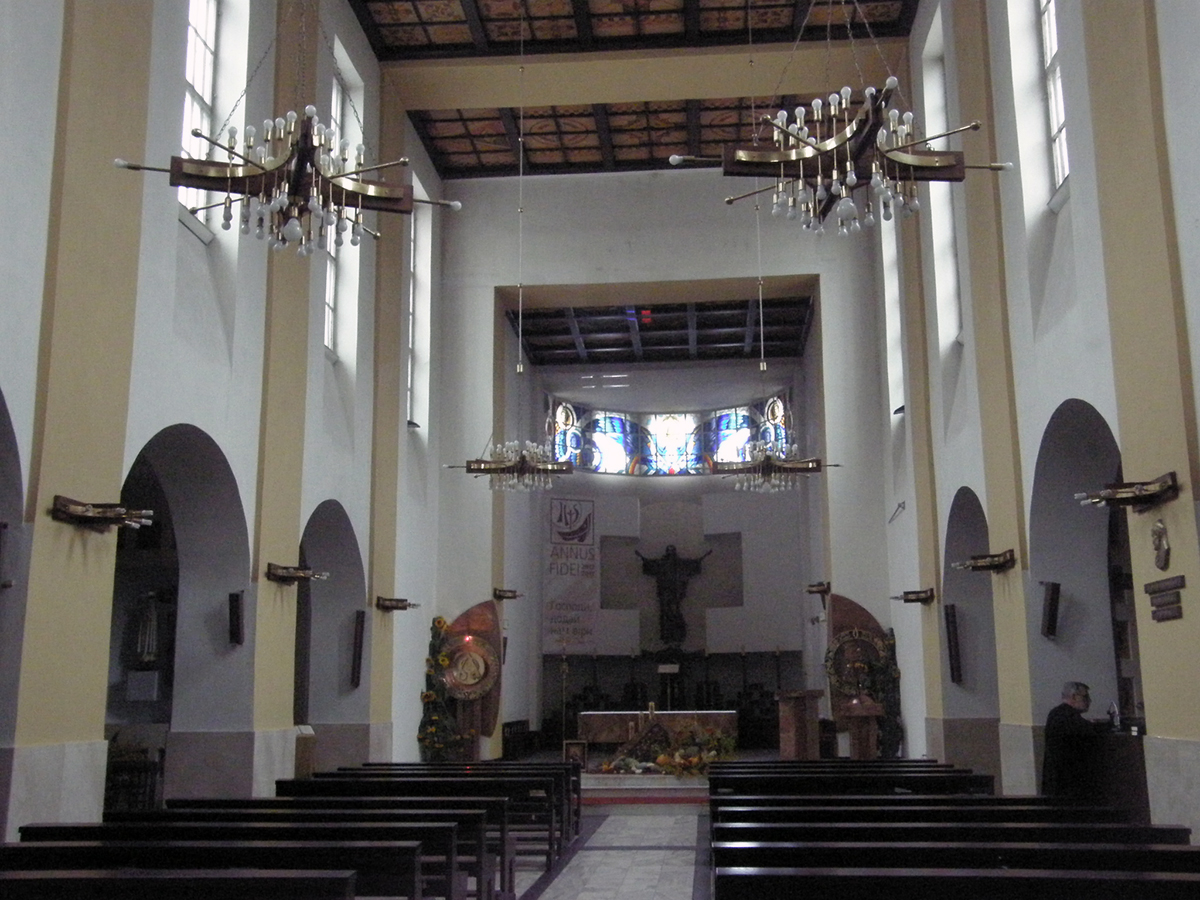
L'église catholique Saint-Pierre et Saint-Paul.
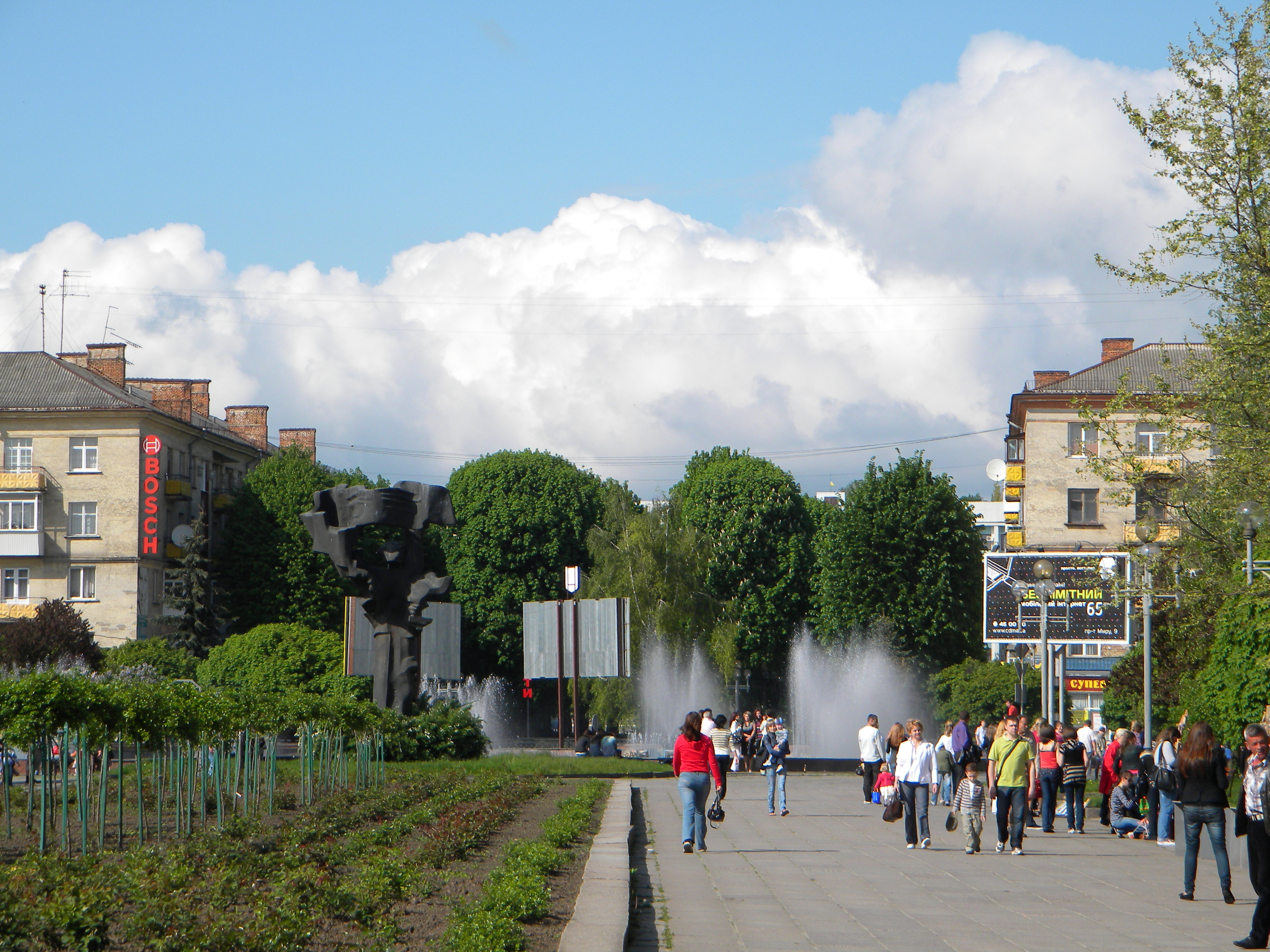
Centre-ville.

## Population
Le taux de natalité s'élevait à 12,7 ‰ en 2012 (12,2 ‰ en 2011) ; le taux de mortalité était de 8,0 ‰ (7,8 ‰ en 2011) ; le taux d'accroissement naturel atteignait 4,7 ‰ en 2012 (4,4 ‰ en 2011).
Recensements (*) ou estimations de la population :
| 1897*  | 1904   | 1920   | 1926*  | 1939   | 1943   |
| ------ | ------ | ------ | ------ | ------ | ------ |
| 24 573 | 30 300 | 23 700 | 30 500 | 43 000 | 17 531 |

| 1959*  | 1970*   | 1979*   | 1989*   | 2001*   | 2011    |
| ------ | ------- | ------- | ------- | ------- | ------- |
| 59 598 | 115 541 | 178 956 | 227 925 | 248 813 | 249 840 |

| 2012    | 2013    | 2014    | 2015    | 2016    | 2017    |
| ------- | ------- | ------- | ------- | ------- | ------- |
| 250 174 | 250 333 | 249 912 | 249 639 | 248 307 | 247 356 |

| 2018    | 2019    | 2020    | 2021    | 2022    | - |
| ------- | ------- | ------- | ------- | ------- | - |
| 246 574 | 246 535 | 246 003 | 245 289 | 243 873 | - |

### Structure par âge
0-14 ans : 14,9 %  (18 789 hommes et 18 019 femmes)
15-64 ans : 73,9 %  (85 747 hommes et 100 569 femmes)
65 ans et plus : 11,2 %  (8 521 hommes et 15 266 femmes) (2013, officiel)